# باشگاه فوتبال سایپا تهران در فصل ۹۹–۱۳۹۸
باشگاه فوتبال سایپا تهران در فصل ۹۹–۱۳۹۸، در نوزدهمین دورهٔ رقابت‌های لیگ برتر فوتبال ایران (جام خلیج فارس) حضور دارد. همچنین این مسابقات سی و چهارمین دورهٔ از بالاترین دسته لیگ در فوتبال ایران می‌باشد. این تیم همچنین در این فصل در سی و سومین دورهٔ جام حذفی فوتبال ایران حضور دارد.

## بازیکنان

### ترکیب تیم در لیگ برتر
تا تاریخ ۴ مرداد ۱۳۹۸
| شماره |       | پست       | بازیکن           |
| ----- | ----- | --------- | ---------------- |
| ۴     | ایران | هافبک     | روزبه شاه‌علیدوست |
| ۱۸    | ایران | مدافع     | طاها شریعتی      |
| ۱۷    | ایران | مهاجم     | رضا جعفری        |
| ۱۹    | ایران | هافبک     | محمدرضا بائوج    |
| ۲۰    | ایران | مدافع     | مصطفی ناییج‌پور   |
| ۲۱    | ایران | مدافع     | امید خالدی       |
| ۲۲    | ایران | دروازه‌بان | حامد فلاح‌زاده    |
| ۲۳    | ایران | مدافع     | معین عباسیان     |
| ۲۵    | ایران | مدافع     | ابوالفضل جلالی   |
| ۲۶    | ایران | مهاجم     | آرمان رمضانی     |
| ۲۷    | ایران | مهاجم     | حسین کامیاب      |
| ۲۹    | ایران | مدافع     | امید دره         |
| ۳۰    | ایران | مهاجم     | حسین نخودکار     |
| ۳۲    | ایران | مهاجم     | محمدرضا سلیمانی  |

| شماره |       | پست       | بازیکن           |
| ----- | ----- | --------- | ---------------- |
| ۳۴    | ایران | هافبک     | علی قسمتی        |
|       | ایران | دروازه‌بان | احمد گوهری       |
|       | ایران | مهاجم     | سید محمد مهری    |
|       | ایران | مهاجم     | مجید علیاری      |
|       | ایران | مدافع     | سعید محمدی‌فرد    |
|       | ایران | هافبک     | سعید غلامعلی‌بیگی |
|       | ایران | مدافع     | علی داوران       |
|       | ایران | مدافع     | امیرمهدی جانملکی |
|       | ایران | مدافع     | مجتبی لطفی       |
|       | ایران | مدافع     | آرمین سهرابیان   |
|       | ایران | هافبک     | محمد شریفی       |
|       | ایران | مدافع     | اشکان ملایری     |
|       | ایران | هافبک     | محمد سلطانی مهر  |

## رقابت‌ها

### بررسی مسابقات
| رقابت    | اولین بازی | آخرین بازی | شروع دور   | آمار | آمار | آمار | آمار | آمار | آمار | آمار | آمار  |
| رقابت    | اولین بازی | آخرین بازی | شروع دور   | بازی | ب    | ت    | ش    | گ‌ز   | گ‌خ   | ت‌گ   | % برد |
| -------- | ---------- | ---------- | ---------- | ---- | ---- | ---- | ---- | ---- | ---- | ---- | ----- |
| لیگ برتر | نامشخص     | نامشخص     | هفته اول   | ۰    | ۰    | ۰    | ۰    | ۰    | ۰    | ۰+   | —     |
| جام حذفی | نامشخص     | نامشخص     | ۱/۳۲ نهایی | ۰    | ۰    | ۰    | ۰    | ۰    | ۰    | ۰+   | —     |
| مجموع    | مجموع      | مجموع      | مجموع      | ۰    | ۰    | ۰    | ۰    | ۰    | ۰    | ۰+   | —     |

آخرین به‌روزرسانی در: ۲۶ ژوئیه ۲۰۱۹.

منبع: رقابت‌ها

### لیگ برتر

#### جایگاه در جدول
| رتبه | تیم     | بازی | برد | مساوی | باخت | گل زده | گل خورده | گل تفاضل | امتیاز | صعود یا سقوط                  |
| ---- | ------- | ---- | --- | ----- | ---- | ------ | -------- | -------- | ------ | ----------------------------- |
| ۱۲   | ذوب‌آهن  | ۳۰   | ۷   | ۹     | ۱۴   | ۳۱     | ۳۹       | ۸−       | ۳۰     |                               |
| ۱۳   | پیکان   | ۳۰   | ۶   | ۱۱    | ۱۳   | ۳۸     | ۴۴       | ۶−       | ۲۹     |                               |
| ۱۴   | سایپا   | ۳۰   | ۵   | ۱۴    | ۱۱   | ۲۴     | ۳۵       | ۱۱−      | ۲۹     |                               |
| ۱۵   | پارس جم | ۳۰   | ۴   | ۱۵    | ۱۱   | ۲۰     | ۳۰       | ۱۰−      | ۲۷     | سقوط به لیگ آزادگان ۱۴۰۰–۱۳۹۹ |
| ۱۶   | شاهین   | ۳۰   | ۴   | ۱۰    | ۱۶   | ۲۶     | ۵۷       | ۳۱−      | ۲۲     | سقوط به لیگ آزادگان ۱۴۰۰–۱۳۹۹ |

#### دست‌آوردها در خانه و بیرون
| مجموع | مجموع  | مجموع | مجموع | مجموع | مجموع | مجموع | مجموع | خانه | خانه | خانه | خانه | خانه | خانه | مهمان | مهمان | مهمان | مهمان | مهمان | مهمان |
| بازی  | امتیاز | پ     | ت     | ش     | گ‌ز    | گ‌خ    | ت‌گ    | پ    | ت    | ش    | گ‌ز   | گ‌خ   | ت‌گ   | پ     | ت     | ش     | گ‌ز    | گ‌خ    | ت‌گ    |
| ----- | ------ | ----- | ----- | ----- | ----- | ----- | ----- | ---- | ---- | ---- | ---- | ---- | ---- | ----- | ----- | ----- | ----- | ----- | ----- |
| ۰     | ۰      | ۰     | ۰     | ۰     | ۰     | ۰     | ۰     | ۰    | ۰    | ۰    | ۰    | ۰    | ۰    | ۰     | ۰     | ۰     | ۰     | ۰     | ۰     |

آخرین بروزرسانی: ۴ ژوئن ۲۰۱۹

منبع: سازمان لیگ

پ = پیروزی؛ ت = تساوی؛ ش = شکست؛ گ‌ز = گل زده؛ گ‌خ = گل خورده؛ ت‌گ = تفاضل گل

#### نتایج در هر بازی
| هفته    | ۱ | ۲ | ۳ | ۴ | ۵ | ۶ | ۷ | ۸ | ۹ | ۱۰ | ۱۱ | ۱۲ | ۱۳ | ۱۴ | ۱۵ | ۱۶ | ۱۷ | ۱۸ | ۱۹ | ۲۰ | ۲۱ | ۲۲ | ۲۳ | ۲۴ | ۲۸ | ۲۷ | ۲۵ | ۲۶ | ۲۹ | ۳۰ |
| ------- | - | - | - | - | - | - | - | - | - | -- | -- | -- | -- | -- | -- | -- | -- | -- | -- | -- | -- | -- | -- | -- | -- | -- | -- | -- | -- | -- |
| زمین    |   |   |   |   |   |   |   |   |   |    |    |    |    |    |    |    |    |    |    |    |    |    |    |    |    |    |    |    |    |    |
| دست‌آورد |   |   |   |   |   |   |   |   |   |    |    |    |    |    |    |    |    |    |    |    |    |    |    |    |    |    |    |    |    |    |
| جایگاه  |   |   |   |   |   |   |   |   |   |    |    |    |    |    |    |    |    |    |    |    |    |    |    |    |    |    |    |    |    |    |

زمین: ب = بیرون از خانه، خ = داخل خانه. دست‌آورد: پ = پیروزی، ش = شکست، م = مساوی، ع = به تعویق افتاده.